# Ibrahima Traoré
Ne doit pas être confondu avec Ibrahim Traoré, Ibrahim Traoré (football) ou Brahima Traoré (football).
Ibrahima Traoré est un footballeur international guinéen, né le 21 avril 1988 à Villepinte (France), jouant au poste de milieu de terrain.

## Biographie
Ibrahima Traoré est né à Villepinte et a grandi à Charenton-le-Pont, en France, d'un père guinéen et d'une mère libanaise,.
Traoré a vécu et joué jusqu'à l'âge de 14 ans à Charenton-le-Pont puis a déménagé à Pantin. Quelques années plus tard, il se fait repérer sur ces mêmes terrains par un agent qui lui propose d'aller en Allemagne.
Il fait ses débuts professionnels le 9 décembre 2007 au sein du Hertha Berlin qui évolue en Bundesliga (1re division allemande).
En juillet 2009, il signe un contrat de deux ans au FC Augsburg, évoluant alors en 2e division allemande. Il est sélectionné pour la première fois en équipe nationale de Guinée le 11 août 2010, pour affronter en amical les « Aigles » du Mali, match que les Guinéens remportent sur le score de 2-0.
En fin de contrat avec Stuttgart, Traoré signe au Borussia Mönchengladbach pour quatre saisons à partir de la saison 2014-2015.

## Journaliste
Depuis 2021, il entame une carrière dans les médias en devenant consultant au groupe Canal+Sport.

## Palmarès
En quinze ans de carrière, Traoré n'a remporté aucun trophée.